# Ceratodon bryophilus
Ceratodon bryophilus là một loài rêu trong họ Ditrichaceae. Loài này được Besch. mô tả khoa học đầu tiên năm 1901.